# 小山信也
小山 信也（こやま しんや、1962年5月7日 - ）は、日本の数学者。新潟県新潟市生まれ。東京大学理学部数学科卒業。東京工業大学大学院理工学研究科数学専攻修士課程修了。博士（理学）（慶應義塾大学・1994年）。東洋大学理工学部教授。専門は数学、整数論、ゼータ関数論、数論的量子カオス、量子エルゴード性など。

## 業績
- 数論的多様体のセルバーグ・ゼータ関数が、ラプラシアンの行列式によって表されることを証明した[3]。
- ビアンキ多様体のマース波動形式の L∞-ノルムに対する評価を改良した[4]。
- ピカール多様体に対する素測地線定理の誤差項を改良した[5]。
- ジャッケ・ラングランズ対応の像を決定し、その応用として数論的コンパクト面の素測地線定理を改善した[6]。
- ヘッケL関数の量指標アスペクトに関する凸評価を改善した。
- ヘッケL関数の普遍性を、量指標アスペクトに関して証明した（見正秀彦との共同研究）[7]。
- アイゼンシュタイン級数の量子エルゴード性を、ビアンキ多様体に対して証明した[8]。
- 量子エルゴード性のレベル・アスペクトが成立することを発見し、証明した[9]。
- 絶対ゼータ関数を定義し、基本的な諸性質を証明した（黒川信重、Anton Deitmarとの共同研究）[10]。
- 多重ゼータ関数のオイラー積表示などいくつかの実例を計算した（黒川信重との共同研究）[11]。
- 一般化された置換のゼータ関数の行列式表示を与えた（中島さち子との共同研究）[12]。
- セルバーグ・ゼータ関数のオイラー積の収束性を、臨界領域内で初めて証明した（金子生弥との共同研究）。

## 著書
- 『誰も知らない素数のふしぎ ～ オイラーからたどる未解決問題への挑戦』（講談社、2024年8月）[13] ISBN 978-4065368473
- 『素数って偏ってるの？ ～ABC予想，コラッツ予想，深リーマン予想～』（技術評論社、2023年10月）[14] ISBN 978-4297137618
- 『日本一わかりやすいABC予想』（ビジネス教育出版社、2021年6月）
- 『「数学をする」ってどういうこと？』（技術評論社、2021年5月）
- 『数学の力 ~ 高校数学で読みとくリーマン予想』（日経サイエンス社、2020年7月）
- 『セルバーグ・ゼータ関数～リーマン予想への架け橋』（日本評論社、2018年7月）
- 『リーマン教授にインタビューする ～ゼータの起源から深リーマン予想まで』（青土社、2018年4月）
- 『ゼータへの招待』 （日本評論社、2018年2月）［黒川信重との共著］
- 『ラマヌジャン・ゼータ関数論文集』 （日本評論社、2016年2月）［黒川信重との共著］
- 『素数とゼータ関数』（共立出版、2015年10月）
- 『ABC予想入門』 （PHP研究所、2013年3月）［黒川信重との共著］
- 『すべての人の微分積分学』 （日本評論社、2013年3月）［中島さち子との共著］
- 『リーマン予想の数理物理』 （サイエンス社、2011年11月）［黒川信重との共著］
- 『素数からゼータへ、そしてカオスへ』（日本評論社、2010年12月）
- 『多重三角関数論講義』（日本評論社、2010年11月）［黒川信重との共著］
- 『絶対数学』（日本評論社、2010年9月）［黒川信重との共著］
- 『リーマン予想のこれまでとこれから』（日本評論社、2009年11月）［黒川信重との共著］

## 訳書
- ポール・J・ナーイン『オイラー博士の素敵な数式』（日本評論社、2008年2月／ちくま学芸文庫、 2020年11月）
- 監訳『数学の教養365』（ニュートンプレス、2020年2月）

## テレビ番組の制作・監修
- 『笑わない数学 シーズン２』（NHK総合テレビ）2023年10月～12月放送
- 『笑わない数学』（NHK総合テレビ）2022年7月～9月放送
- 『数学者は宇宙をつなげるか？ ――ABC予想をめぐる数奇な物語』（NHKスペシャル）2022年4月10日放送
- 『特捜９ season ４』第７話「殺人パズル」（テレビ朝日）2021年5月17日放送
- 『素数の魔力に囚われた人々――リーマン予想・天才たちの150年の闘い』（NHKハイビジョン特集）2009年11月21日放送
- 『魔性の難問――リーマン予想・天才たちの闘い』（NHKスペシャル）2009年11月15日放送
- 『Q.E.D. 証明終了』（NHK「ドラマ８」）2009年1月8日～3月12日放送